# 广宁寺站
广宁寺站位于中国辽宁省大连市金州区二十里堡街道，经过本站的铁路有丹大城际铁路，距丹东站263公里，大连北站30公里，建筑面积1796平方米。

## 历史
广宁寺站于2015年12月17日随丹大城际铁路一起投入使用。
2019年8月9日，因客运量严重不足，广宁寺站停办客运业务。

## 外部連結
- 中国铁路客户服务中心（页面存档备份，存于）